# Projeção azimutal

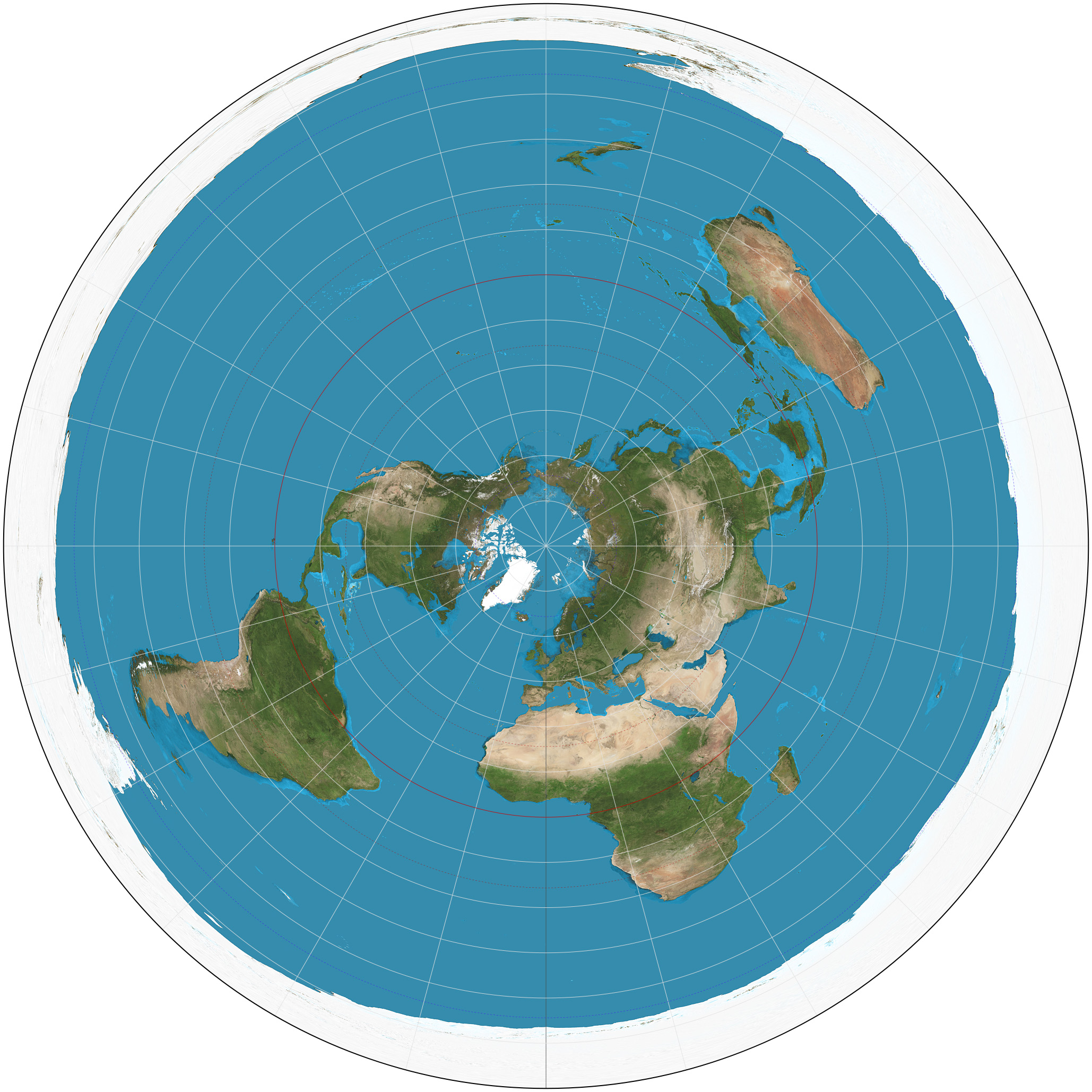
Projeção azimutal equidistante vista do polo norte

Projeção azimutal é a projeção cartográfica que se obtém sobre um plano tangente a um ponto qualquer da superfície terrestre, o qual ocupa o centro da projeção. Classifica-se como projeção azimutal polar, projeção azimutal equatorial e projeção azimutal oblíqua, conforme o ponto central seja, respectivamente, um polo, um ponto no equador ou um ponto intermediário entre o equador e o polo.
No caso do plano ser tangente ao polo, os paralelos aparecerão representados nos círculos concêntricos, que têm como centro o polo e os meridianos no lugar dos cardeais, convergindo todos para o ponto de contato. Neste tipo de projeção, as deformações são pequenas nas proximidades do polo, mas aumentam à medida que nos distanciamos do centro, e o mesmo efeito se aplicaria quando a projeção é feita num determinado paralelo de latitude; nesse caso os cardeais indicariam os rumos, e as coordenadas (a partir do ponto de contato) sofreriam distorções.
A projeção azimutal, no caso da convenção cartográfica, é adequada para representar regiões polares, pois apresenta menos distorções nas regiões próximas do ponto central. Tem grande utilidade em navegação aérea e análise geopolítica. O emblema da ONU consiste numa projeção azimutal equidistante do mapa múndi (menos a Antártica) centrada no Polo Norte, rodeada de ramos de oliveira. Os ramos de oliveira são um símbolo de paz e o mapa do mundo representa todos os povos do Planeta. Branco e azul são as cores oficiais da Organização das Nações Unidas (ONU).